# 15e étape du Tour de France 2022
Pour un article plus général, voir Tour de France 2022.
La 15e étape du Tour de France 2022 se déroule le dimanche 17 juillet 2022 entre Rodez et Carcassonne, sur une distance de 202,5 kilomètres.

## Parcours
Au départ de la préfecture de l'Aveyron, l'étape se dirige plein sud vers le département du Tarn par Réquista où se trouve la côte d'Ambialet (4,4 km à 4,6 %) première difficulté du jour en 3e catégorie. Le parcours accidenté passe à Villefranche-d'Albigeois, Réalmont, Lautrec, Vielmur-sur-Agout, Puylaurens puis Revel en Haute-Garonne peu avant le sprint intermédiaire suivi de la côte des Cammazes (5,1 km à 4,1 %), ultime difficulté du jour en 3e catégorie puis Saissac dans le département de l'Aude, Villegailhenc où disparaissent les derniers reliefs du Massif central. L'arrivée est jugée après 202,5 km à Carcassonne.

## Déroulement de la course
Canicule.

## Résultats

### Classement de l'étape
| Classement de la 15e étape | Classement de la 15e étape | Classement de la 15e étape | Classement de la 15e étape         | Classement de la 15e étape |
|                            | Coureur                    | Pays                       | Équipe                             | Temps                      |
| -------------------------- | -------------------------- | -------------------------- | ---------------------------------- | -------------------------- |
| 1er                        | Jasper Philipsen           | Belgique                   | Alpecin-Deceuninck                 | en 4 h 27 min 27 s         |
| 2e                         | Wout van Aert              | Belgique                   | Jumbo-Visma                        | + 0 s                      |
| 3e                         | Mads Pedersen              | Danemark                   | Trek-Segafredo                     | + 0 s                      |
| 4e                         | Peter Sagan                | Slovaquie                  | TotalEnergies                      | + 0 s                      |
| 5e                         | Danny van Poppel           | Pays-Bas                   | Bora-Hansgrohe                     | + 0 s                      |
| 6e                         | Dylan Groenewegen          | Pays-Bas                   | Team BikeExchange-Jayco            | + 0 s                      |
| 7e                         | Florian Sénéchal           | France                     | Quick-Step Alpha Vinyl             | + 0 s                      |
| 8e                         | Luca Mozzato               | Italie                     | B&B Hotels-KTM                     | + 0 s                      |
| 9e                         | Andrea Pasqualon           | Italie                     | Intermarché-Wanty-Gobert Matériaux | + 0 s                      |
| 10e                        | Fred Wright                | Grande-Bretagne            | Bahrain Victorious                 | + 0 s                      |
| modifier                   |                            |                            |                                    |                            |

### Bonifications en temps
|   | Coureur          | Pays     | Équipe             | Secondes |
| - | ---------------- | -------- | ------------------ | -------- |
| 1 | Jasper Philipsen | Belgique | Alpecin-Deceuninck | 10 s     |
| 2 | Wout van Aert    | Belgique | Jumbo-Visma        | 6 s      |
| 3 | Mads Pedersen    | Danemark | Trek-Segafredo     | 4 s      |

### Points attribués
| Sprint intermédiaire Saint-Ferréol (km 147,0) | Sprint intermédiaire Saint-Ferréol (km 147,0) | Sprint intermédiaire Saint-Ferréol (km 147,0) | Sprint intermédiaire Saint-Ferréol (km 147,0) | Sprint intermédiaire Saint-Ferréol (km 147,0) |
| --------------------------------------------- | --------------------------------------------- | --------------------------------------------- | --------------------------------------------- | --------------------------------------------- |
|                                               | Coureur                                       | Pays                                          | Équipe                                        | Point(s)                                      |
| 1er                                           | Mikkel Honoré                                 | Danemark                                      | Quick-Step Alpha Vinyl                        | 20                                            |
| 2e                                            | Nils Politt                                   | Allemagne                                     | Bora-Hansgrohe                                | 17                                            |
| 3e                                            | Wout van Aert                                 | Belgique                                      | Jumbo-Visma                                   | 15                                            |
| 4e                                            | Tadej Pogačar                                 | Slovénie                                      | UAE Team Emirates                             | 13                                            |
| 5e                                            | Christopher Juul Jensen                       | Danemark                                      | Team BikeExchange-Jayco                       | 11                                            |
| 6e                                            | Jasper Philipsen                              | Belgique                                      | Alpecin-Deceuninck                            | 10                                            |
| 7e                                            | Tony Gallopin                                 | France                                        | Trek-Segafredo                                | 9                                             |
| 8e                                            | Edward Planckaert                             | Belgique                                      | Alpecin-Deceuninck                            | 8                                             |
| 9e                                            | Quinn Simmons                                 | États-Unis                                    | Trek-Segafredo                                | 7                                             |
| 10e                                           | Mads Pedersen                                 | Danemark                                      | Trek-Segafredo                                | 6                                             |
| 11e                                           | Jasper Stuyven                                | Belgique                                      | Trek-Segafredo                                | 5                                             |
| 12e                                           | Rafał Majka                                   | Pologne                                       | UAE Team Emirates                             | 4                                             |
| 13e                                           | Brandon McNulty                               | États-Unis                                    | UAE Team Emirates                             | 3                                             |
| 14e                                           | Mikkel Bjerg                                  | Danemark                                      | UAE Team Emirates                             | 2                                             |
| 15e                                           | Giulio Ciccone                                | Italie                                        | Trek-Segafredo                                | 1                                             |
| modifier                                      |                                               |                                               |                                               |                                               |

| Arrivée d'étape Carcassonne (km 202,5) | Arrivée d'étape Carcassonne (km 202,5) | Arrivée d'étape Carcassonne (km 202,5) | Arrivée d'étape Carcassonne (km 202,5) | Arrivée d'étape Carcassonne (km 202,5) |
| -------------------------------------- | -------------------------------------- | -------------------------------------- | -------------------------------------- | -------------------------------------- |
|                                        | Coureur                                | Pays                                   | Équipe                                 | Point(s)                               |
| 1er                                    | Jasper Philipsen                       | Belgique                               | Alpecin-Deceuninck                     | 50                                     |
| 2e                                     | Wout van Aert                          | Belgique                               | Jumbo-Visma                            | 30                                     |
| 3e                                     | Mads Pedersen                          | Danemark                               | Trek-Segafredo                         | 20                                     |
| 4e                                     | Peter Sagan                            | Slovaquie                              | TotalEnergies                          | 18                                     |
| 5e                                     | Danny van Poppel                       | Pays-Bas                               | Bora-Hansgrohe                         | 16                                     |
| 6e                                     | Dylan Groenewegen                      | Pays-Bas                               | Team BikeExchange-Jayco                | 14                                     |
| 7e                                     | Florian Sénéchal                       | France                                 | Quick-Step Alpha Vinyl                 | 12                                     |
| 8e                                     | Luca Mozzato                           | Italie                                 | B&B Hotels-KTM                         | 10                                     |
| 9e                                     | Andrea Pasqualon                       | Italie                                 | Intermarché-Wanty-Gobert Matériaux     | 8                                      |
| 10e                                    | Fred Wright                            | Grande-Bretagne                        | Bahrain Victorious                     | 7                                      |
| 11e                                    | Florian Vermeersch                     | Belgique                               | Lotto-Soudal                           | 6                                      |
| 12e                                    | Tadej Pogačar                          | Slovénie                               | UAE Team Emirates                      | 5                                      |
| 13e                                    | Alexander Kristoff                     | Norvège                                | Intermarché-Wanty-Gobert Matériaux     | 4                                      |
| 14e                                    | Hugo Houle                             | Canada                                 | Israel-Premier Tech                    | 3                                      |
| 15e                                    | Hugo Hofstetter                        | France                                 | Arkéa-Samsic                           | 2                                      |
| modifier                               |                                        |                                        |                                        |                                        |

### Cols et côtes
| Côte d'Ambialet (km 68,9) 3e catégorie (4,4 km à 4,6 %) | Côte d'Ambialet (km 68,9) 3e catégorie (4,4 km à 4,6 %) | Côte d'Ambialet (km 68,9) 3e catégorie (4,4 km à 4,6 %) | Côte d'Ambialet (km 68,9) 3e catégorie (4,4 km à 4,6 %) | Côte d'Ambialet (km 68,9) 3e catégorie (4,4 km à 4,6 %) |
| ------------------------------------------------------- | ------------------------------------------------------- | ------------------------------------------------------- | ------------------------------------------------------- | ------------------------------------------------------- |
|                                                         | Coureur                                                 | Pays                                                    | Équipe                                                  | Point(s)                                                |
| 1er                                                     | Nils Politt                                             | Allemagne                                               | Bora-Hansgrohe                                          | 2                                                       |
| 2e                                                      | Mikkel Honoré                                           | Danemark                                                | Quick-Step Alpha Vinyl                                  | 1                                                       |
| modifier                                                |                                                         |                                                         |                                                         |                                                         |

| Côte des Cammazes (km 154,6) 3e catégorie (5,1 km à 4,1 %) | Côte des Cammazes (km 154,6) 3e catégorie (5,1 km à 4,1 %) | Côte des Cammazes (km 154,6) 3e catégorie (5,1 km à 4,1 %) | Côte des Cammazes (km 154,6) 3e catégorie (5,1 km à 4,1 %) | Côte des Cammazes (km 154,6) 3e catégorie (5,1 km à 4,1 %) |
| ---------------------------------------------------------- | ---------------------------------------------------------- | ---------------------------------------------------------- | ---------------------------------------------------------- | ---------------------------------------------------------- |
|                                                            | Coureur                                                    | Pays                                                       | Équipe                                                     | Point(s)                                                   |
| 1er                                                        | Benjamin Thomas                                            | France                                                     | Cofidis                                                    | 2                                                          |
| 2e                                                         | Alexis Gougeard                                            | France                                                     | B&B Hotels-KTM                                             | 1                                                          |
| modifier                                                   |                                                            |                                                            |                                                            |                                                            |

### Prix de la combativité
- Nils Politt (Bora-Hansgrohe)

## Classements à l'issue de l'étape

### Classement général
| Classement général | Classement général | Classement général | Classement général                 | Classement général  |
|                    | Coureur            | Pays               | Équipe                             | Temps               |
| ------------------ | ------------------ | ------------------ | ---------------------------------- | ------------------- |
| 1er                | Jonas Vingegaard   | Danemark           | Jumbo-Visma                        | en 59 h 58 min 28 s |
| 2e                 | Tadej Pogačar      | Slovénie           | UAE Team Emirates                  | + 2 min 22 s        |
| 3e                 | Geraint Thomas     | Grande-Bretagne    | Ineos Grenadiers                   | + 2 min 43 s        |
| 4e                 | Romain Bardet      | France             | Team DSM                           | + 3 min 1 s         |
| 5e                 | Adam Yates         | Grande-Bretagne    | Ineos Grenadiers                   | + 4 min 6 s         |
| 6e                 | Nairo Quintana     | Colombie           | Arkéa-Samsic                       | + 4 min 15 s        |
| 7e                 | Louis Meintjes     | Afrique du Sud     | Intermarché-Wanty-Gobert Matériaux | + 4 min 24 s        |
| 8e                 | David Gaudu        | France             | Groupama-FDJ                       | + 4 min 24 s        |
| 9e                 | Tom Pidcock        | Grande-Bretagne    | Ineos Grenadiers                   | + 8 min 49 s        |
| 10e                | Enric Mas          | Espagne            | Movistar                           | + 9 min 58 s        |
| modifier           |                    |                    |                                    |                     |

| Classement par points | Classement par points | Classement par points | Classement par points   | Classement par points |
| --------------------- | --------------------- | --------------------- | ----------------------- | --------------------- |
|                       | Coureur               | Pays                  | Équipe                  | Point(s)              |
| 1er                   | Wout van Aert         | Belgique              | Jumbo-Visma             | 378 points            |
| 2e                    | Tadej Pogačar         | Slovénie              | UAE Team Emirates       | 182 pts               |
| 3e                    | Jasper Philipsen      | Belgique              | Alpecin-Deceuninck      | 176 pts               |
| 4e                    | Mads Pedersen         | Danemark              | Trek-Segafredo          | 158 pts               |
| 5e                    | Fabio Jakobsen        | Pays-Bas              | Quick-Step Alpha Vinyl  | 155 pts               |
| 6e                    | Christophe Laporte    | France                | Jumbo-Visma             | 121 pts               |
| 7e                    | Michael Matthews      | Australie             | Team BikeExchange-Jayco | 118 pts               |
| 8e                    | Peter Sagan           | Slovaquie             | TotalEnergies           | 104 pts               |
| 9e                    | Jonas Vingegaard      | Danemark              | Jumbo-Visma             | 96 pts                |
| 10e                   | Fred Wright           | Grande-Bretagne       | Bahrain Victorious      | 83 pts                |
| modifier              |                       |                       |                         |                       |

| Classement du meilleur grimpeur | Classement du meilleur grimpeur | Classement du meilleur grimpeur | Classement du meilleur grimpeur    | Classement du meilleur grimpeur |
| ------------------------------- | ------------------------------- | ------------------------------- | ---------------------------------- | ------------------------------- |
|                                 | Coureur                         | Pays                            | Équipe                             | Point(s)                        |
| 1er                             | Simon Geschke                   | Allemagne                       | Cofidis                            | 46 points                       |
| 2e                              | Louis Meintjes                  | Afrique du Sud                  | Intermarché-Wanty-Gobert Matériaux | 39 pts                          |
| 3e                              | Neilson Powless                 | États-Unis                      | EF Education-EasyPost              | 37 pts                          |
| 4e                              | Jonas Vingegaard                | Danemark                        | Jumbo-Visma                        | 36 pts                          |
| 5e                              | Giulio Ciccone                  | Italie                          | Trek-Segafredo                     | 35 pts                          |
| 6e                              | Pierre Latour                   | France                          | TotalEnergies                      | 35 pts                          |
| 7e                              | Tom Pidcock                     | Grande-Bretagne                 | Ineos Grenadiers                   | 28 pts                          |
| 8e                              | Anthony Perez                   | France                          | Cofidis                            | 26 pts                          |
| 9e                              | Tadej Pogačar                   | Slovénie                        | UAE Team Emirates                  | 26 pts                          |
| 10e                             | Christopher Froome              | Grande-Bretagne                 | Israel-Premier Tech                | 22 pts                          |
| modifier                        |                                 |                                 |                                    |                                 |

| Classement général du meilleur jeune | Classement général du meilleur jeune | Classement général du meilleur jeune | Classement général du meilleur jeune | Classement général du meilleur jeune |
|                                      | Coureur                              | Pays                                 | Équipe                               | Temps                                |
| ------------------------------------ | ------------------------------------ | ------------------------------------ | ------------------------------------ | ------------------------------------ |
| 1er                                  | Tadej Pogačar                        | Slovénie                             | UAE Team Emirates                    | en 60 h 0 min 50 s                   |
| 2e                                   | Tom Pidcock                          | Grande-Bretagne                      | Ineos Grenadiers                     | + 6 min 27 s                         |
| 3e                                   | Brandon McNulty                      | États-Unis                           | UAE Team Emirates                    | + 57 min 43 s                        |
| 4e                                   | Matteo Jorgenson                     | États-Unis                           | Movistar                             | + 58 min 42 s                        |
| 5e                                   | Andreas Leknessund                   | Norvège                              | Team DSM                             | + 1 h 13 min 44 s                    |
| 6e                                   | Michael Storer                       | Australie                            | Groupama-FDJ                         | + 1 h 23 min 2 s                     |
| 7e                                   | Kevin Geniets                        | Luxembourg                           | Groupama-FDJ                         | + 1 h 31 min 42 s                    |
| 8e                                   | Georg Zimmermann                     | Allemagne                            | Intermarché-Wanty-Gobert Matériaux   | + 1 h 33 min 20 s                    |
| 9e                                   | Fred Wright                          | Grande-Bretagne                      | Bahrain Victorious                   | + 1 h 44 min 35 s                    |
| 10e                                  | Andreas Kron                         | Danemark                             | Lotto-Soudal                         | + 1 h 58 min 19 s                    |
| modifier                             |                                      |                                      |                                      |                                      |

| Classement par équipes | Classement par équipes | Classement par équipes | Classement par équipes |
|                        | Équipe                 | Pays                   | Temps                  |
| ---------------------- | ---------------------- | ---------------------- | ---------------------- |
| 1re                    | Ineos Grenadiers       | Grande-Bretagne        | en 179 h 46 min 42 s   |
| 2e                     | Jumbo-Visma            | Pays-Bas               | + 35 min 16 s          |
| 3e                     | Groupama-FDJ           | France                 | + 39 min 29 s          |
| 4e                     | UAE Team Emirates      | Émirats arabes unis    | + 1 h 4 min 39 s       |
| 5e                     | Bora-Hansgrohe         | Allemagne              | + 1 h 9 min 30 s       |
| 6e                     | Movistar               | Espagne                | + 1 h 43 min 33 s      |
| 7e                     | Bahrain Victorious     | Bahreïn                | + 1 h 58 min 34 s      |
| 8e                     | Arkéa-Samsic           | France                 | + 2 h 9 min 40 s       |
| 9e                     | EF Education-EasyPost  | États-Unis             | + 2 h 10 min 58 s      |
| 10e                    | Team DSM               | Pays-Bas               | + 2 h 28 min 7 s       |
| modifier               |                        |                        |                        |

## Abandons
Cinq coureurs quittent le Tour lors de cette étape :
- Simon Clarke (Israel-Premier Tech) : non partant, test positif à la Covid-19[3]
- Magnus Cort Nielsen (EF Education-EasyPost) : non partant, test positif à la Covid-19[3]
- Primož Roglič (Jumbo-Visma) : non partant[4]
- Steven Kruijswijk (Jumbo-Visma) : abandon[5]
- Michael Mørkøv (Quick-Step Alpha Vinyl) : hors délais[6]